# Amphibolurinae
Sous-famille
Les Amphibolurinae sont une sous-famille de sauriens de la famille des Agamidae.

## Répartition
Les espèces de cette sous-famille se rencontrent en Océanie et en Asie du Sud-Est.

## Liste des genres
Selon The Reptile Database (9 juillet 2018) et ITIS (9 juillet 2018) :
- genre Amphibolurus Wagler, 1830
- genre Chelosania Gray, 1845
- genre Chlamydosaurus Gray, 1825
- genre Cryptagama Witten, 1984
- genre Ctenophorus Fitzinger, 1843
- genre Diporiphora Gray, 1842
- genre Gowidon Wells & Wellington, 1983
- genre Hypsilurus W. C. H. Peters, 1867
- genre Lophognathus Gray, 1842
- genre Lophosaurus Fitzinger, 1843
- genre Moloch Gray, 1841
- genre Physignathus Cuvier, 1829
- genre Pogona Storr, 1982
- genre Rankinia Gray, 1841
- genre Tympanocryptis W. C. H. Peters, 1863

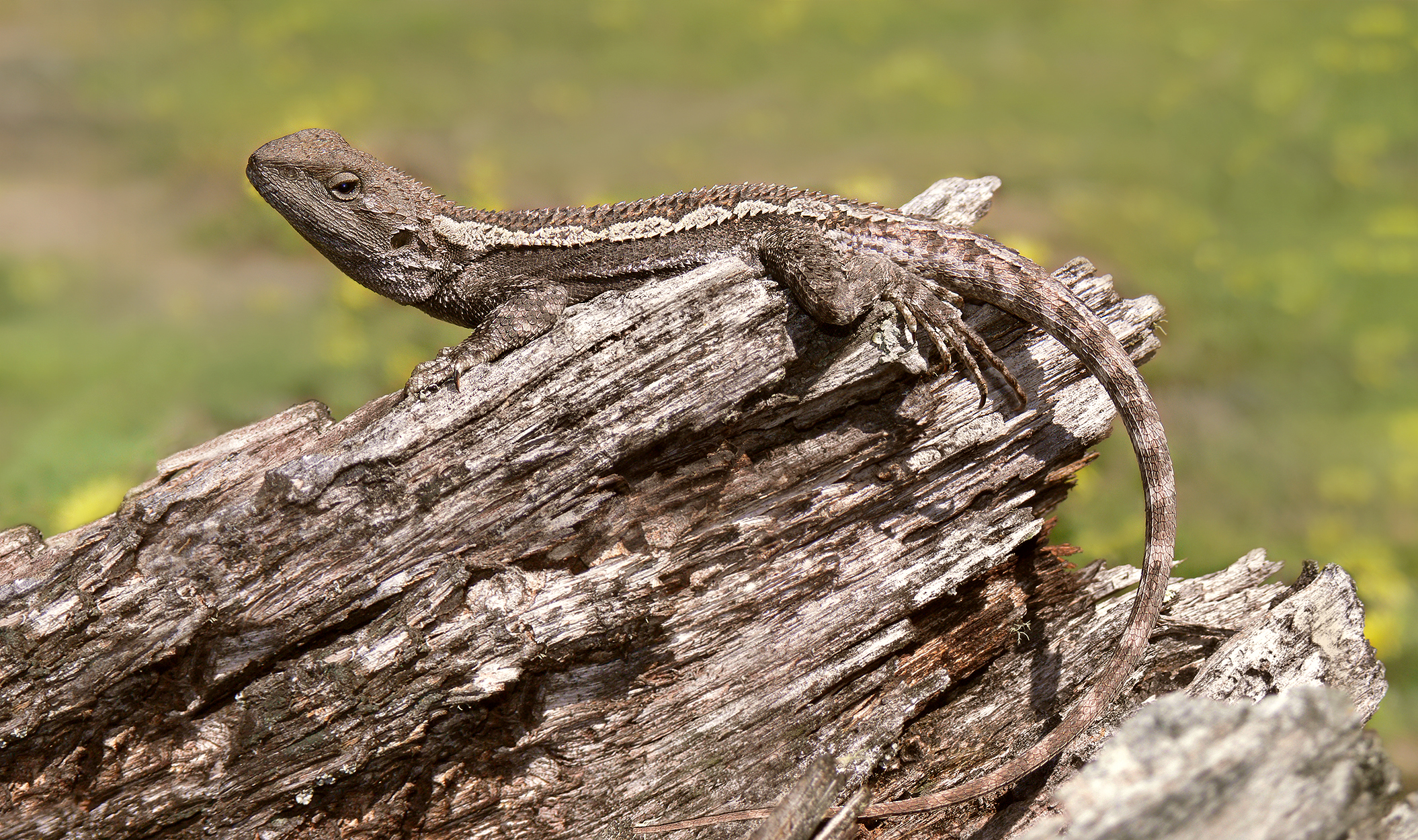
Amphibolurus muricatus
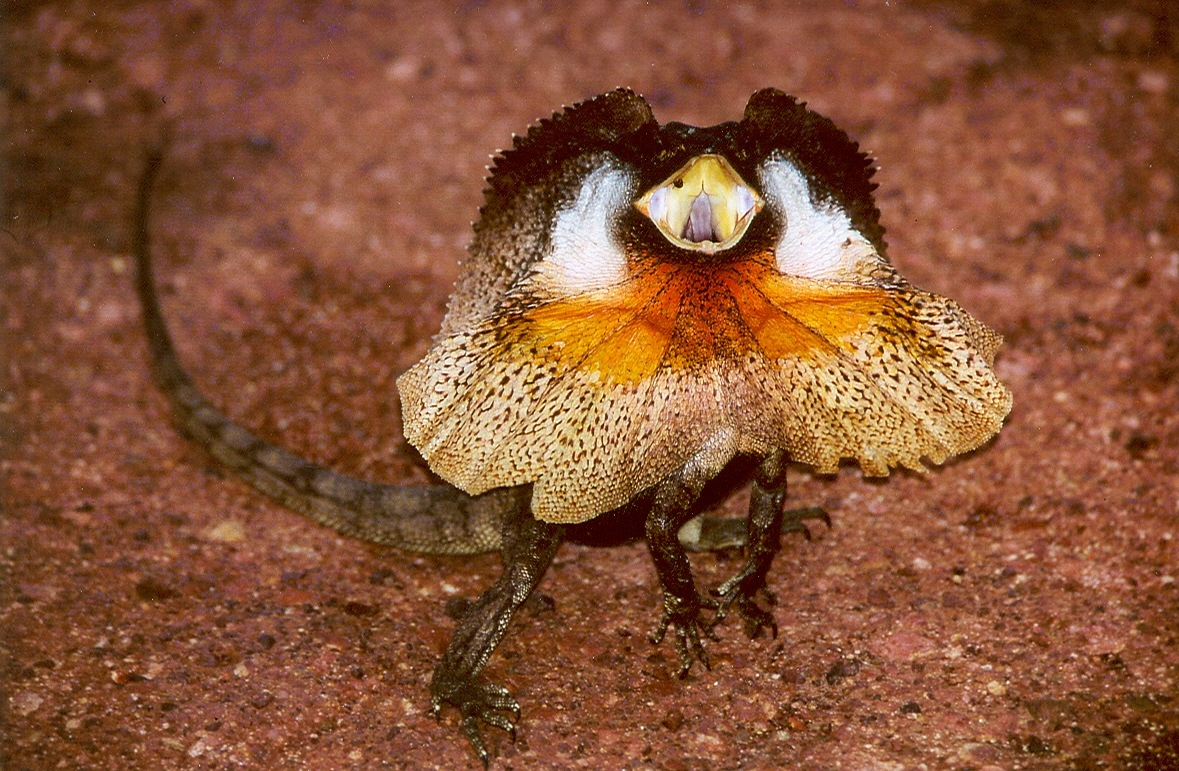
Chlamydosaurus kingii
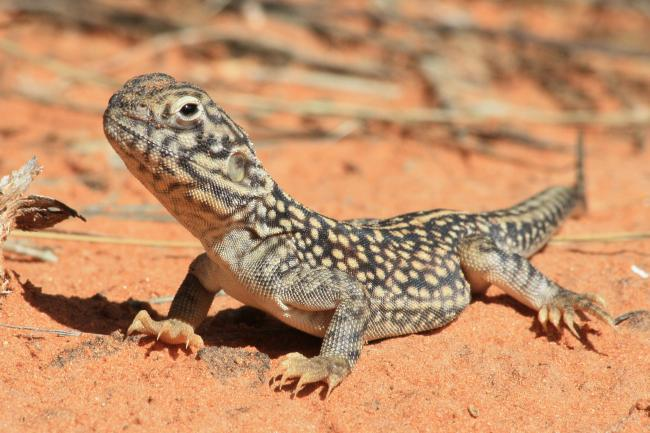
Ctenophorus nuchalis
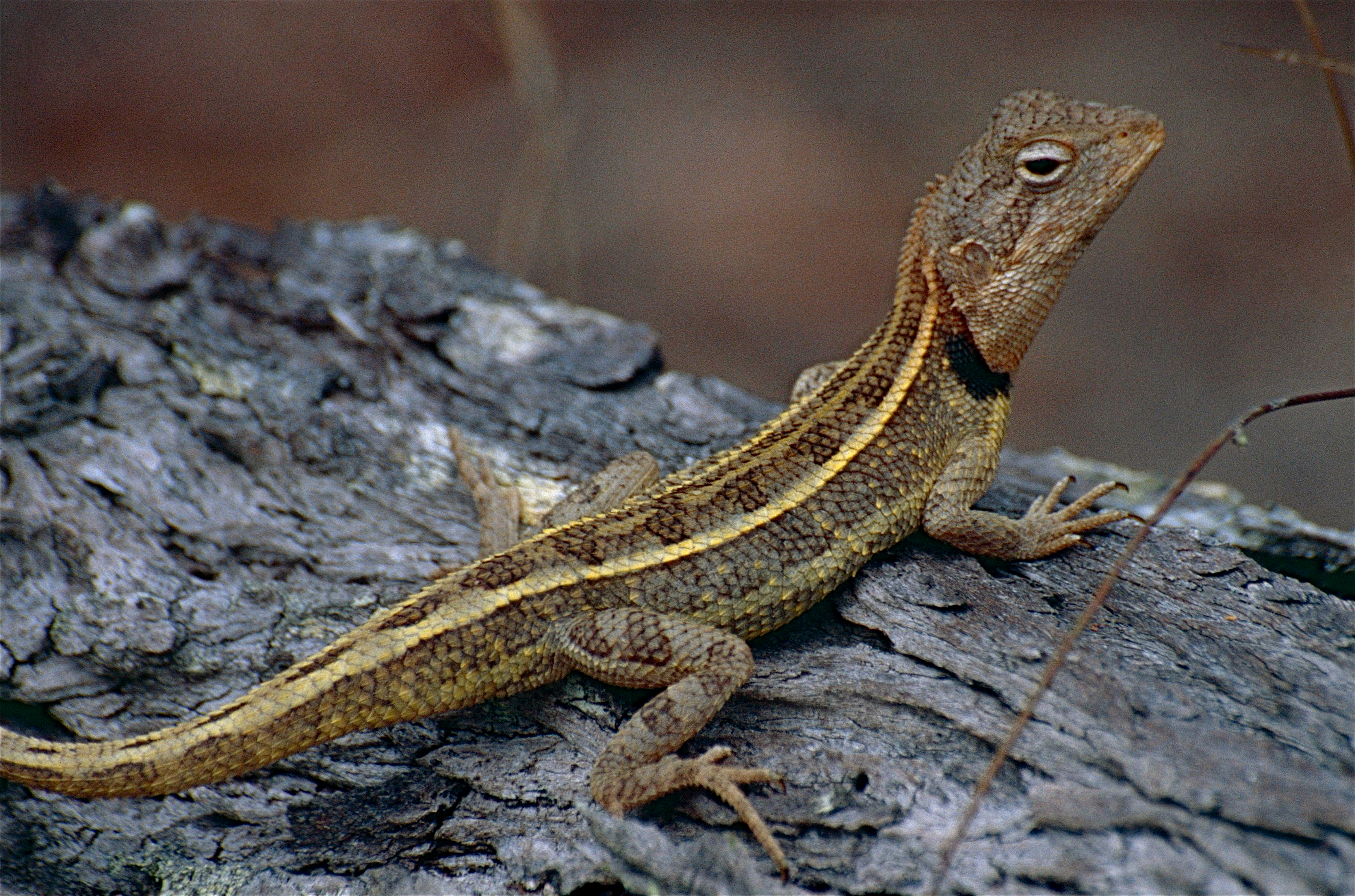
Diporiphora bilineata
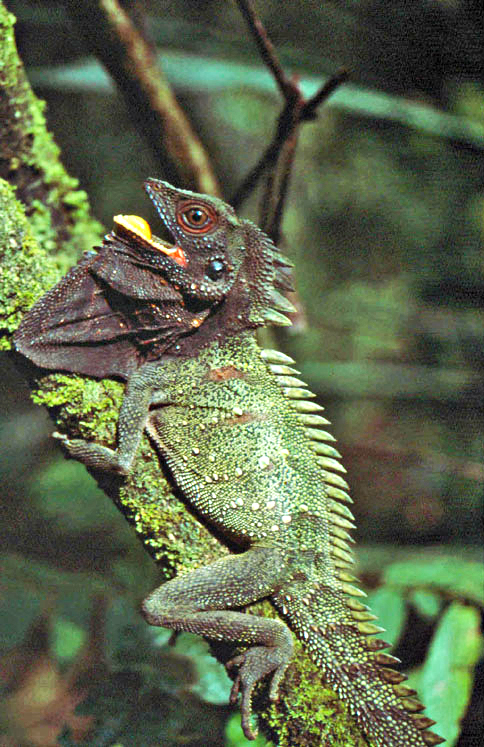
Hypsilurus dilophus
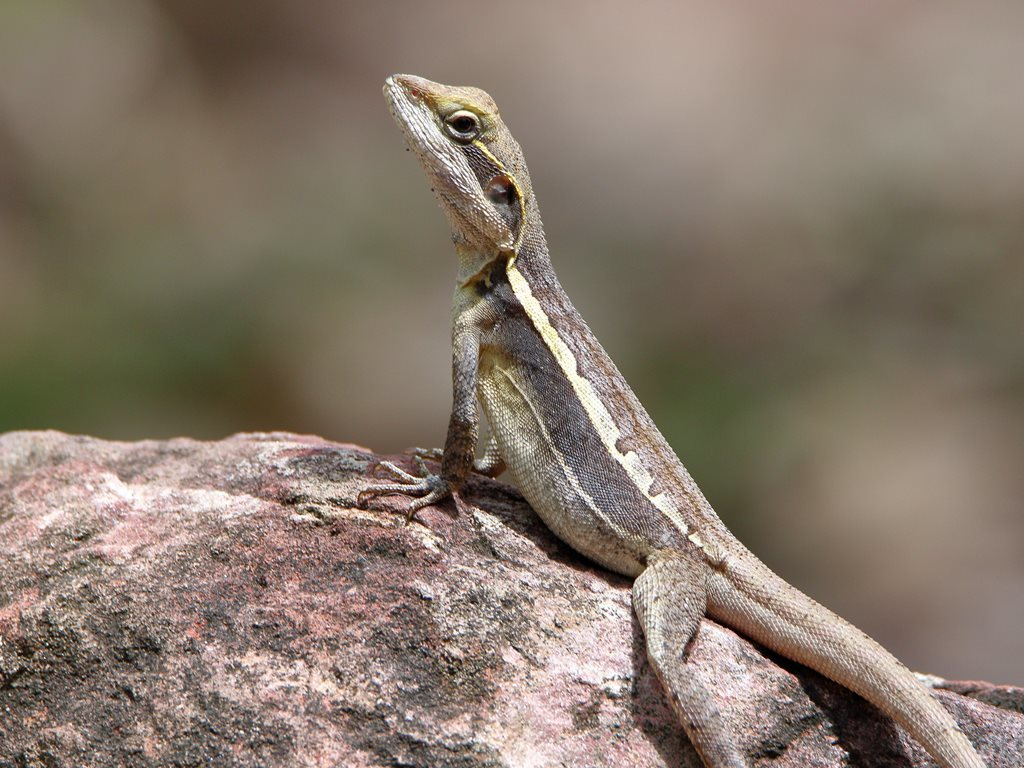
Lophognathus gilberti
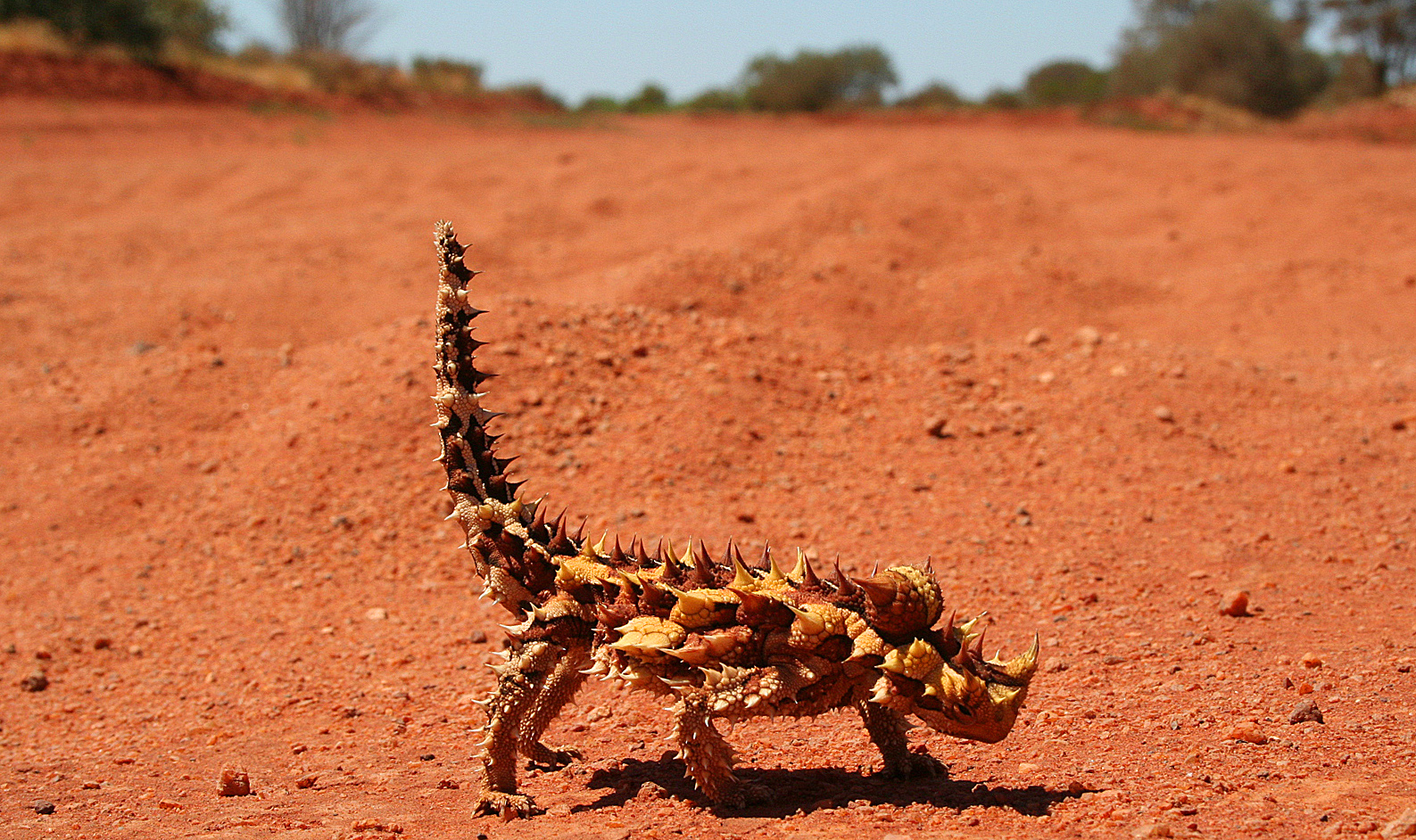
Moloch horridus
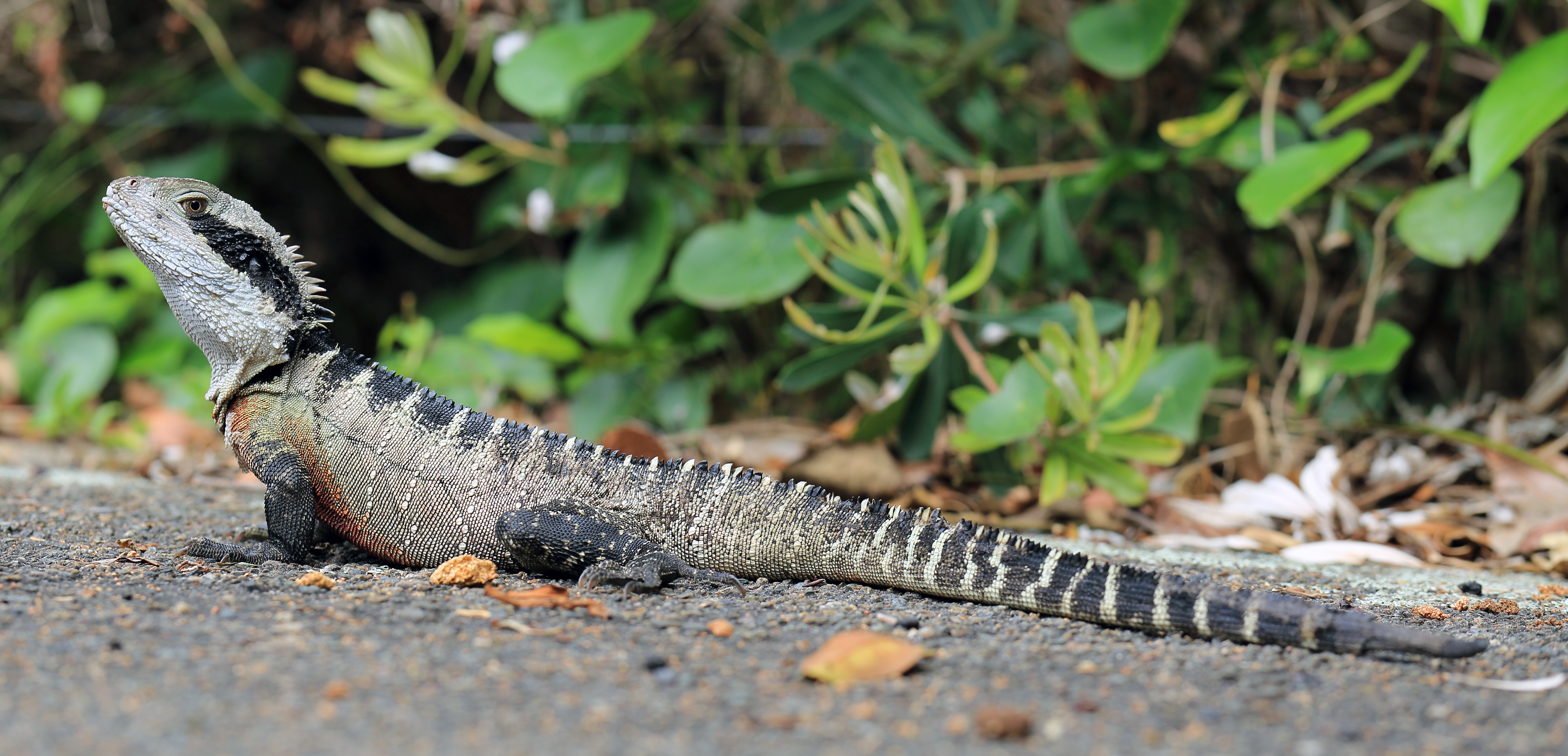
Physignathus lesueurii
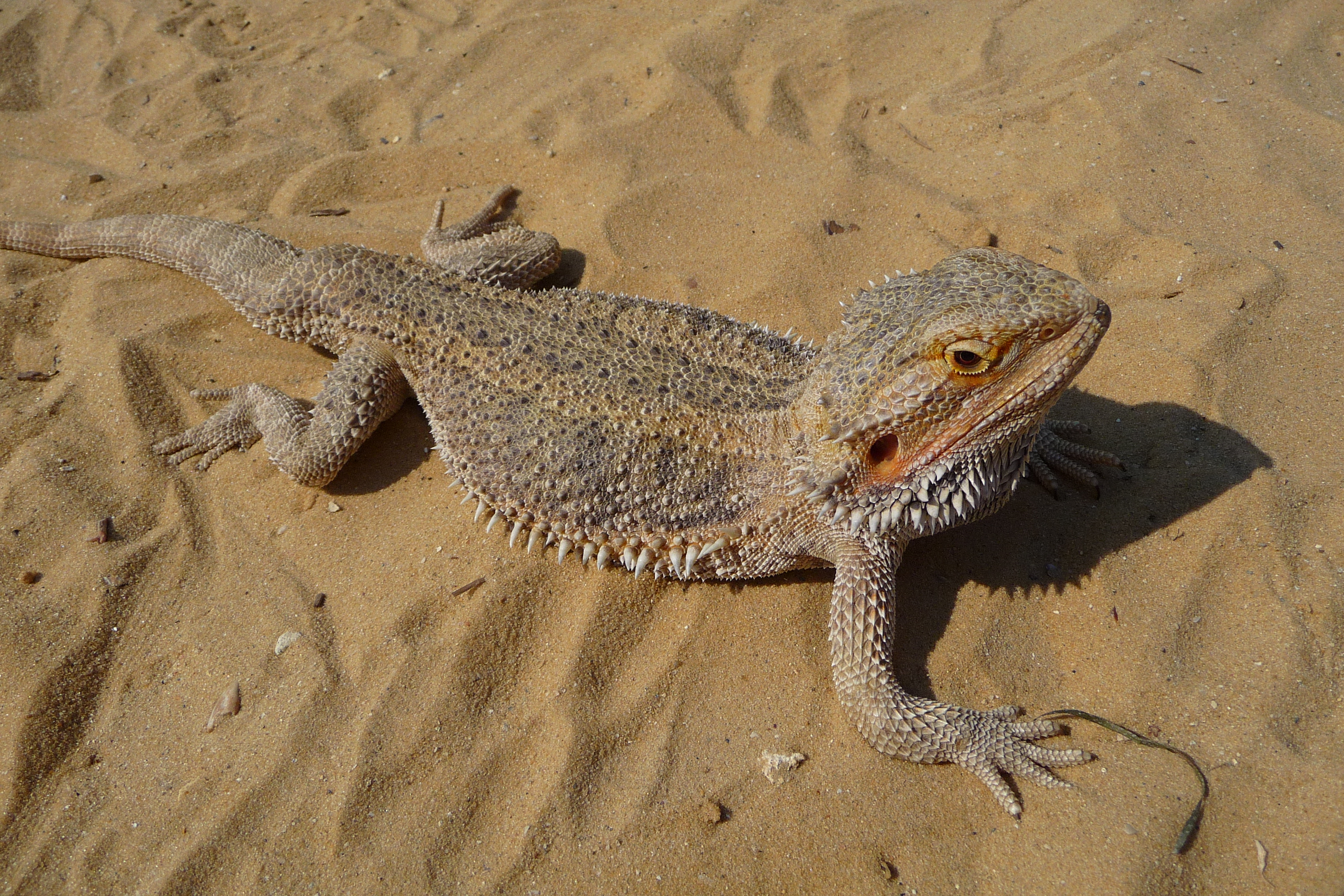
Pogona vitticeps
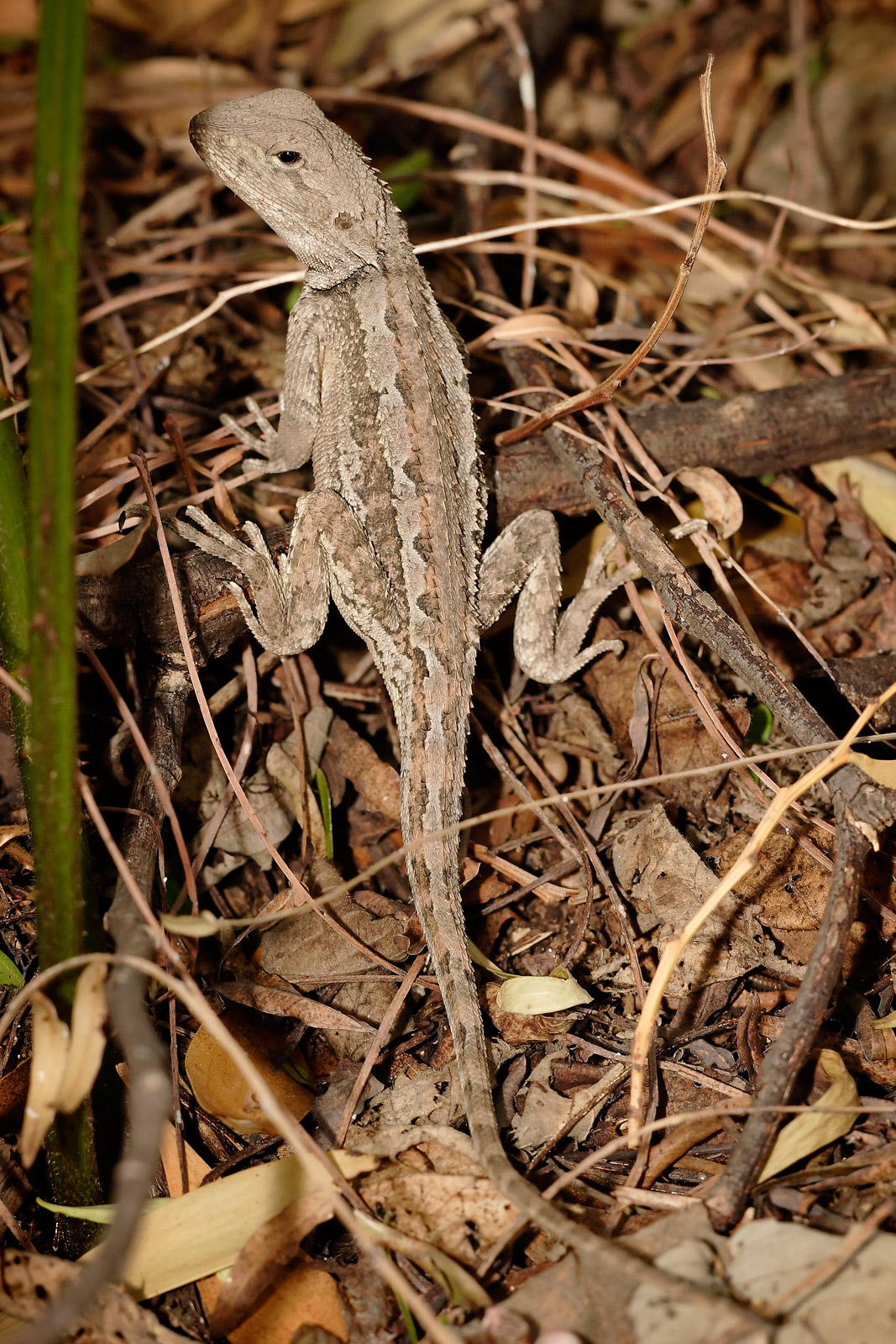
Rankinia diemensis
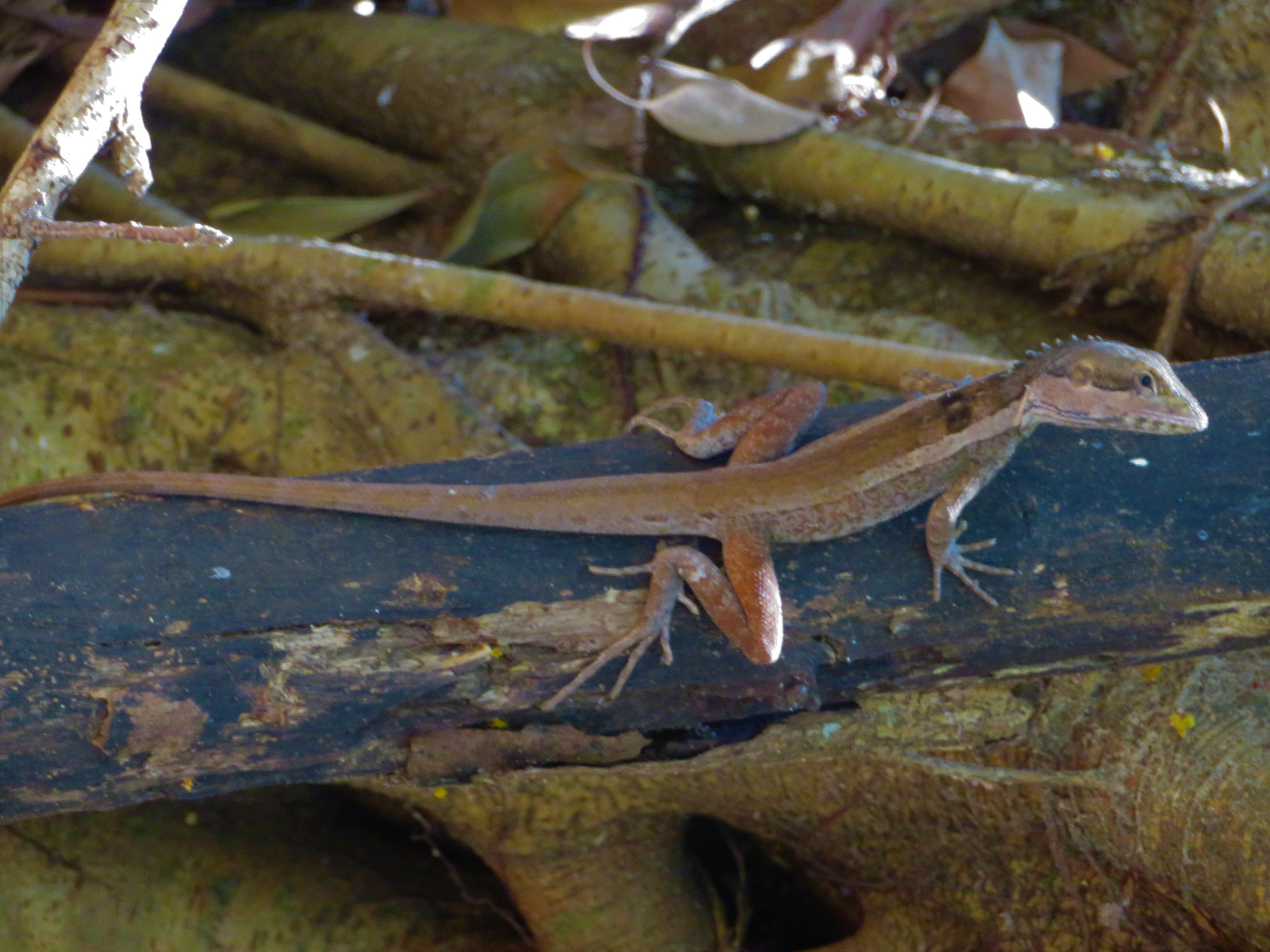
Tropicagama temporalis
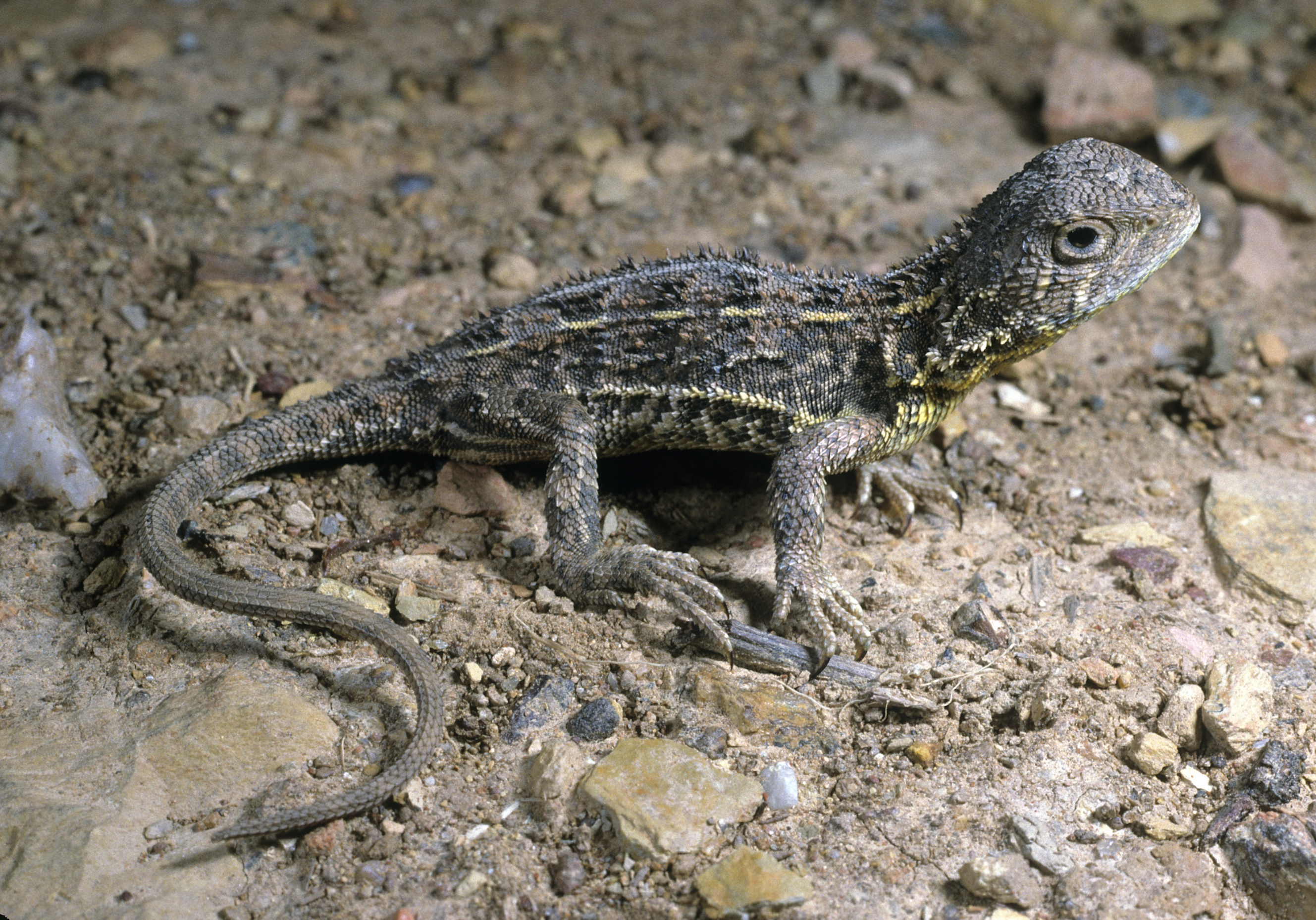
Tympanocryptis pinguicolla

## Publication originale
- Wagler, 1830 : Natürliches System der Amphibien : mit vorangehender Classification der Säugethiere und Vögel : ein Beitrag zur vergleichenden Zoologie. München p. 1-354 (texte intégral).